# 컨탐프리
컨탐프리(Contamfree)는 바이오 연구분야의 시약으로, 특히 세포배양실 폐배양액 석선병의 부패 악취 방지를 위해 사용되는 시약이다.
석션병에 모아지는 세포배양 폐액은 각종 성장인자, 단백질, 당, 탄수화물등 여러 영양성분으로 구성되어서 오히려 각종 곰팡이와 세균등이 자라기 쉬운 온상지가 된다.   [1]   이러한 이유로 석션병 액체는 쉽게 곰팡이가 자라고 세균이 번식되어 부패가 되고 실험실의 악취의 원인이 된다.  
아직도 많은 바이오 연구실에서는 석션병에 '락스' 를 넣어놓고 사용하는데, 이는 연구자의 호흡기 질환을 위협하는 유해 염소가스를 발생시키기 때문에, 석션병에 락스를 넣어서 사용하는 것은 연구실안전관리규정에서 금지하고 있다. 
컨탐프리는 이러한 석션병의 관리를 위한 시약으로  1알로 30일동안 최대 4리터까지 효과를 지속시키며, 곰팡이와 세균의 성장을 억제하고 악취를 방지한다고 보고하였다.[2] .
컨탐프리 시약은, 항균놋나노입자와 해조추출물을 주요성분으로, 락스성분을 사용하지 않는 신개념 시약이다.[3], 
수많은 연구실에서 세포배양용 배지의 석션병의 관리를 위해 컨탐프리가 사용되고 있다.
[1] Biosafety: How to Disinfect Tissue Culture Media in Vacuum Flasks (blink.ucsd.edu)
[2] 컨탐프리 사용 테스트 후기 (Tistory posting)
[3] 컨탐프리 제조 및 판매